# 鲁迪·库尼亚万
鲁迪·库尼亚万（原名，音似：黄振旺，1976年10月10日—）出生于印度尼西亚雅加达，曾是一名葡萄酒收藏家，被判犯有葡萄酒欺诈罪。
他作为一个葡萄酒鉴赏家而声名鹊起，并在2006年被推崇为拥有“可以说是地球上最伟大的酒窖”。库尼亚万曾购买了大量的原产地勃艮第葡萄酒，并将它们重新贴标为更昂贵，如罗曼尼·康帝酒庄产出的葡萄酒。他高调的从葡萄酒商那里委托了几批在彭寿酒庄生产年份之前很久的圣丹尼园葡萄酒，结果拍卖品被酒庄质疑，在投标之前就被迫撤回了。
库尼亚万于2012年3月8日被捕，并被控以拍卖的方式出售假冒高端葡萄酒。第二年，他被定罪并被判处10年徒刑。

## 背景
库尼亚万在上世纪90年代末就读于加利福尼亚州立大学北岭分校，1998年左右持学生签证抵达美国。据报道，为了帮助他保持“自治”，他的父亲给他起了一个印尼姓氏。据说他的中文音译名字是Zhen Wang Huang。2003年，美国移民及海关执法局命令库尼亚万接受自愿递解出境，但他选择作为非法移民滞留在美国。
2016年的一部纪录片追溯了库尼亚万在印度尼西亚的家人，包括他母亲的两个兄弟亨德拉·维哈加和艾迪·谭西尔，他们都曾因犯有大规模诈骗罪而被判入狱。
在21世纪初期，库尼亚万就开始买卖大量稀有葡萄酒，到2006年，他每个月花费高达100万美元来购买拍卖品。与此同时，他开始与其他收藏家一起举办稀有葡萄酒的品尝会。在这些活动中，他对昂贵的勃艮第葡萄酒生产商罗曼尼·康帝表现出了极大的青睐，也因此被称为“康帝博士”。
最终，他在2006年将拍品委托给阿奇拍卖行的两个大型拍卖会，第一次净赚1060万美元（折合2024年为1653萬美元），第二次净赚2470万美元（折合2024年为3853萬美元）。第二次拍卖更是打破了之前葡萄酒单次拍卖的记录，单瓶拍卖额超过了1000万美元。在两次拍卖会上，库尼亚万卖了8大瓶1947年的花堡的酒。第二次拍卖几天后，库尼亚万从阿奇拍卖行获得了884万美元（折合2024年为1379萬美元）的贷款，由他所收藏的葡萄酒和艺术品作为担保。
2007年4月，库尼亚万在洛杉矶的佳士得拍卖行委托拍卖几大瓶1982年的里鹏酒庄的酒，这些酒的瓶子特写被刊印在拍卖目录的封面上。然而，里鹏酒庄的代表联系了拍卖行，指出这些瓶子是假的，佳士得在进一步审查这些瓶子之后，撤回了拍卖。在加州纳帕举行的2007年TASTE3食品和葡萄酒大会上，苏富比拍卖行葡萄酒部门前主管戴维·莫利纽-贝里指出，1947年的花堡葡萄酒只生产了五大瓶，这表明库尼亚万2006年出售的葡萄酒肯定是赝品。
2008年，库尼亚万委托拍卖几瓶据称由圣丹尼特等产区彭寿酒庄酿造的葡萄酒，这些酒的年份从1945年到1971年不等。然而，彭寿酒庄的负责人劳伦·彭寿表示，该酒庄在1982年之前从未产出过圣丹尼特等酒。彭寿联系了拍卖行，将这些赝品移走。彭寿后来了解到这些酒的来源并与库尼亚万见面，但他并不知道库尼亚万到底是不是造假者，又或者仅仅是最后一个无辜经手假酒的人。当被问及拍卖品从哪里来时，库尼亚万说：“我们尽最大努力搞清楚，但它是勃艮第产的葡萄酒，有时候总会发生一些倒霉事。”
在彭寿拍卖会取消后，库尼亚万的好运气几乎完全用完了。比尔·科赫在2009年提起诉讼，指控库尼亚万无论是在拍卖会上还是私下里都故意将假酒出售给他和其他收藏家。他还拖欠了阿奇拍卖行1000万美元的贷款，在那里他卖掉了大部分的葡萄酒，也包括被撤销的彭寿拍品。2012年2月，光谱葡萄酒拍卖行不得不从伦敦的一场拍卖会上撤回了几批葡萄酒，估价约为78.5万美元。

## 逮捕
2012年3月8日上午，联邦调查局在库尼亚万位于加州阿卡迪亚的家中逮捕了他。当特工搜查他的房子时，发现了大量便宜的纳帕葡萄酒，并附有说明，表明这些葡萄酒会被当作年份较老的波尔多葡萄酒，还有软木塞、邮票、标签和其他涉及伪造葡萄酒的工具。他于3月9日在纽约被指控犯有数项邮件欺诈和电信欺诈罪。后来的调查表明，库尼亚万通常是购买一些虽然年份较为久远但是却相对比较便宜的勃艮第葡萄酒，并重新贴上了有声望的生产商的名称和年份并出售。

## 检控
库尼亚万的起诉书于2013年4月8日被更新，加强了对欺诈的指控，并增加了两项新的指控——一项是2006年以48259美元（折合2024年为7.53萬美元）出售一瓶木桐酒庄1945年份的假酒，另一项是在2006年的一次拍卖会上以95000美元（折合2024年为14.8萬美元）出售六瓶据称是1923年产的卢米酒庄邦玛尔。根据首席检察官杰森·埃尔南德斯的说法，卢米酒庄在1924年之前并不生产葡萄酒，因此1923年的葡萄酒一定是赝品。
刑事审讯的最初开庭日期定在9月9日。2013年5月6日，由于开庭日期与北半球葡萄收获期相冲突，法官决定允许3名证人（罗曼尼-康帝庄园的Aubert de Villaine，卢米酒庄的Christophe Roumier和彭寿酒庄的Laurent Ponsot）在审判前作证，因为他们当时不能在曼哈顿出庭。
库尼亚万的审判于2013年12月9日开始，并于2013年12月18日结束。当时陪审团认定他有罪，法官后来判处他10年徒刑。
库尼亚万目前是美国联邦监狱管理局62470-112号囚犯，被关押在加州塔夫脱的塔夫脱惩教所。他最早可能的出狱日期是2021年1月9日。由于自2003年以来一直非法居住在美国，他将在获释后被驱逐回印度尼西亚 。

## 受害者
库尼亚万酒庄欺诈案的受害者包括比尔·科赫。2009年，科赫起诉库尼亚万，称他在拍卖会和私下交易中出售假酒，具体来说，是一瓶1947年的柏图斯、一瓶1945年的武戈公爵酒庄慕西尼特级园老藤系列，以及两瓶1934年的罗曼尼·康帝，这些酒在2006年库尼亚万的两场拍卖会上首次出售。 2014年7月，科赫和库尼亚万就300万美元的损害赔偿达成庭外和解，另外库尼亚万需要彻底了结自己对葡萄酒行业的假冒行为。截至2012年2月，阿奇拍卖行仍然有350万美元的欠款。2015年1月，库尼亚万个人收藏的葡萄酒被检测为非假酒，可以出售以帮助偿还受害者。

## 纪录片
2016年的纪录片《酸葡萄》由杰瑞·罗思韦尔和鲁本·阿特拉斯执导，讲述了鲁迪·库尼亚万在假酒事件中的故事。影片称，库尼亚万制造的多达10,000个假酒瓶可能仍散落在私人收藏中。

## 注脚